# Saleen
Saleen est une marque d'automobiles américaine, spécialisée dans les modèles sportifs, fondée par Steve Saleen en 1983.

## Histoire
Saleen travaille à la fois dans la préparation et dans la production de voitures. Dans les années 1980, cette marque fondée par Steve Saleen commence à participer aux « Showroom Stock Car Endurance Race » américaines où presque aucune modification n'est admise sur les Ford Mustang engagées. 
Le nom de Saleen est rapidement connu et le succès est tel que la marque influence les stratégies de création des Mustang. Saleen démarre ensuite la création de voitures complètes et prêtes à participer, entre autres, aux 24 Heures du Mans.
Saleen prépare et produit aussi des Ford (Mustang S281 de 550 ch, Focus S121, F150 nommé S331, etc.)
En 2008, pour son 25e anniversaire, Saleen produit une série limitée à 25 exemplaires ; La Saleen S302 Extreme Sterling Edition, dotée d'un moteur V8 de 5 litres de cylindrée pourvu d'un compresseur volumétrique développant 620 chevaux. La même année, peu de temps après avoir cédé la marque Saleen à MJ Acquisitions, Steve Saleen fonde la marque SMS Limited (SMS pour Steve Mark Saleen).
Aux 24 Heures du Mans 2010, une Saleen S7-R remporte la catégorie LMGT1 grâce à l'équipe Larbre Compétition

## Modèles
Saleen travaille sur peu de modèles, mais ils sont déclinés en de nombreux sous-modèles.
Sur base Ford (liste non exhaustive) :
- Saleen Mustang
- Saleen SR (base Mustang)
- Saleen S281 (base Mustang)
- Saleen S302 (base Mustang)
- Saleen 435S (base Mustang)
- Saleen S121 (base Ford Focus)
- Saleen XP (base Explorer - SUV)
- Saleen S331 (base F-150 - pick-up)

Voitures de sport :
- Saleen S7
- Saleen S5S Raptor (prototype unique hybride)

## Galerie

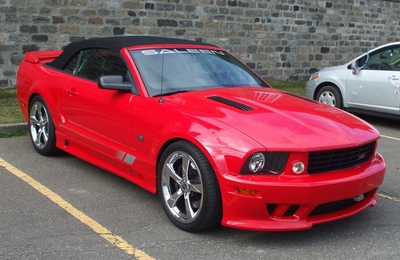
Une Saleen S281
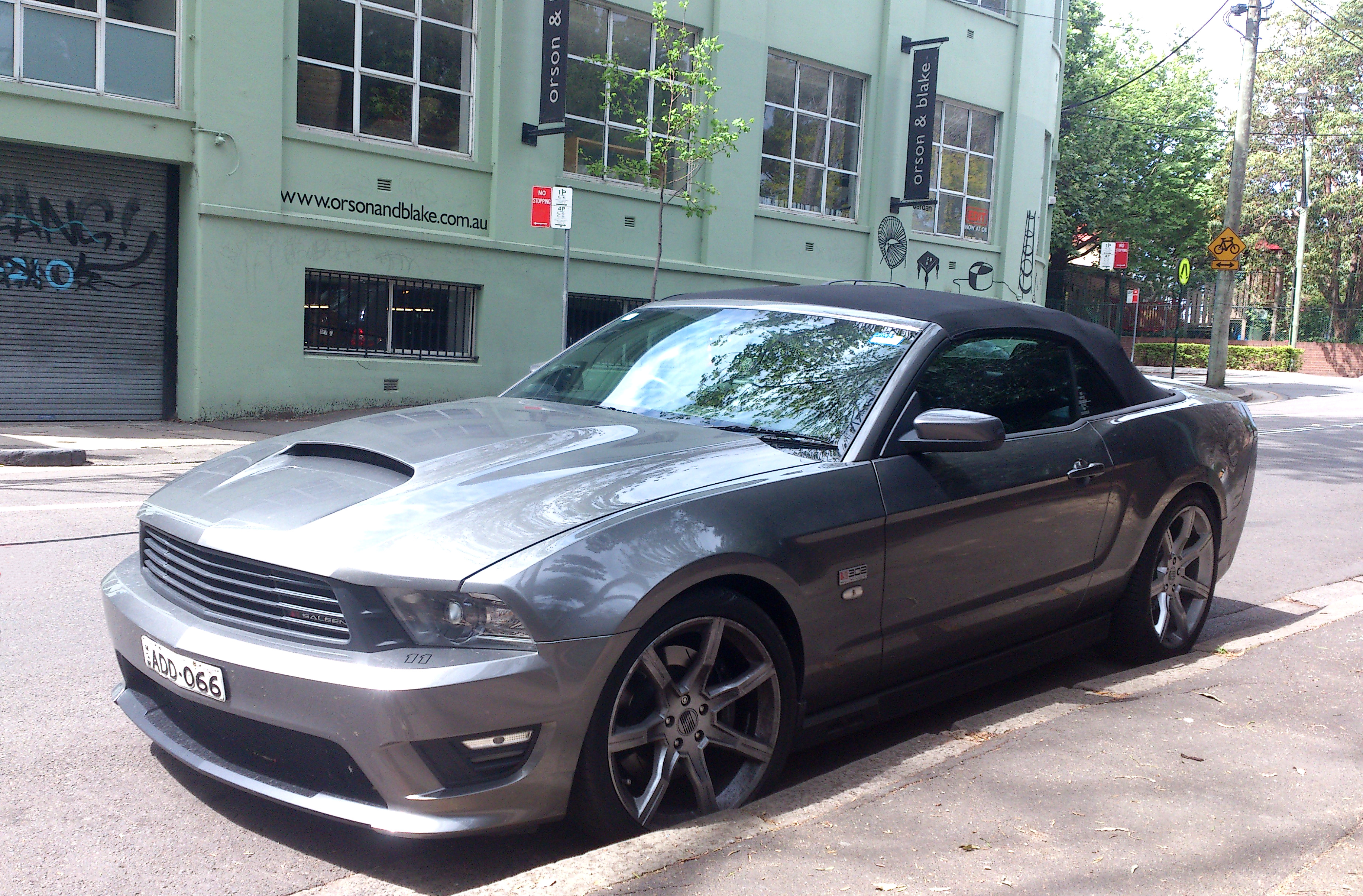
Une Saleen 302 convertible
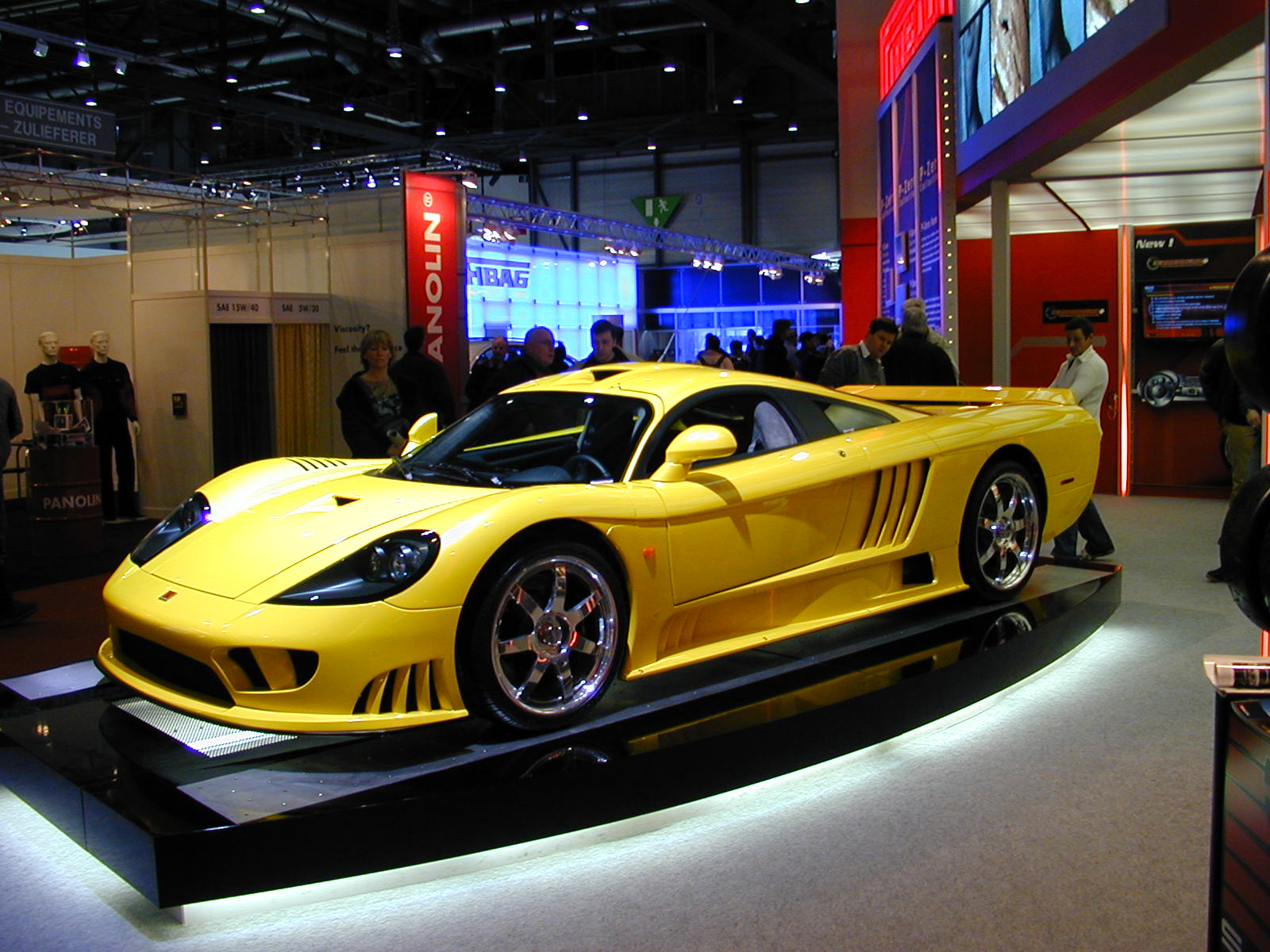
Saleen S7 au Salon de Genève 2004
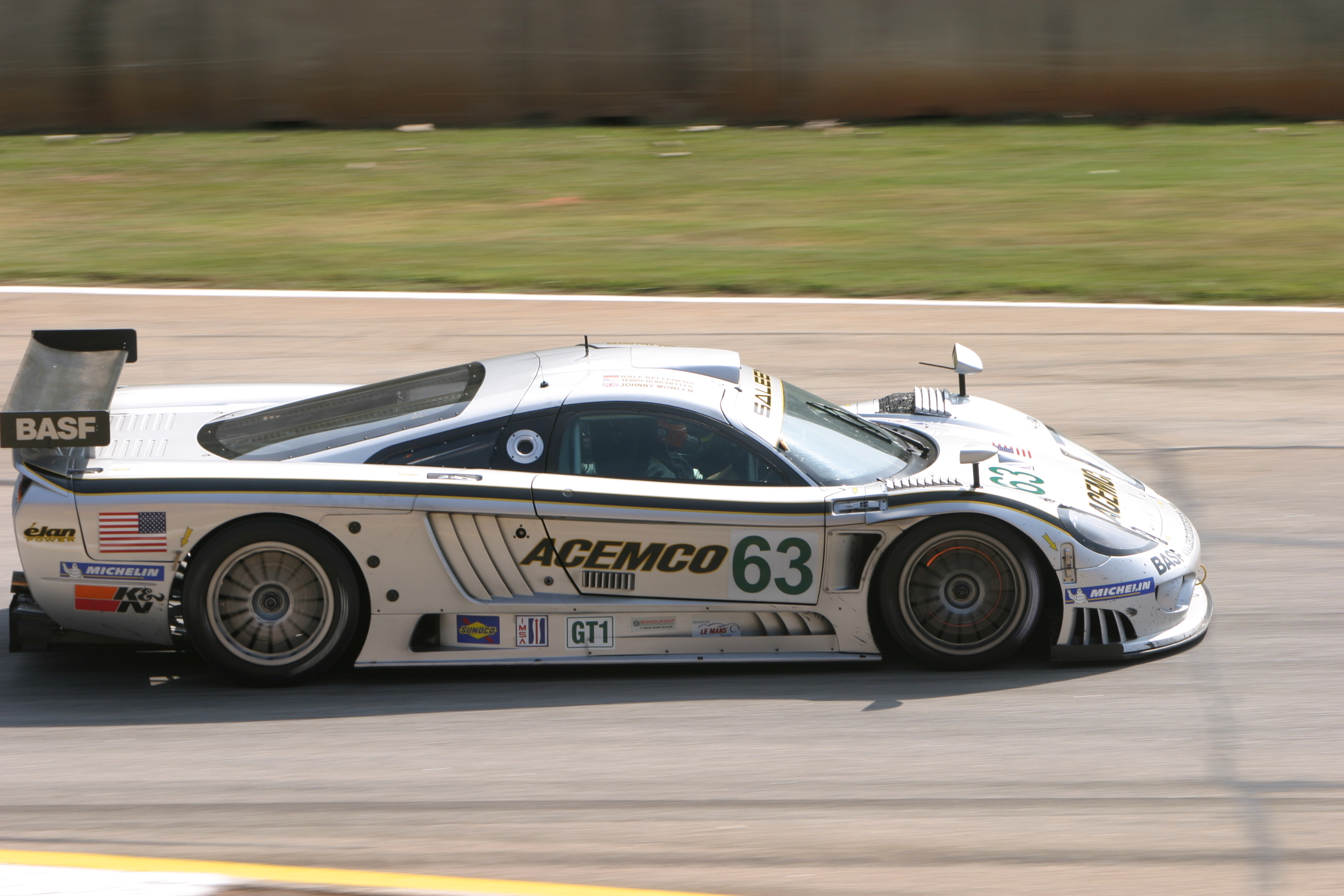
Une Saleen S7-R, version de course de la S7.